# Conseil rhénan
 (décembre 2023).
Si vous disposez d'ouvrages ou d'articles de référence ou si vous connaissez des sites web de qualité traitant du thème abordé ici, merci de compléter l'article en donnant les références utiles à sa vérifiabilité et en les liant à la section « Notes et références ».
Le Conseil rhénan est l'assemblée trinationale des élus de la région du Rhin supérieur.

## Historique
Il a été créé en 1997 pour améliorer l'information réciproque transfrontalière et la concertation politique dans le Rhin Supérieur. 
Il trouve ses origines dans le « groupe franco-allemand de concertation des élus » (1976 - 1991), qui fut créé pour accompagner les travaux de la Conférence du Rhin Supérieur au niveau politique. Les activités du groupe de concertation se sont par la suite perpétuées à travers les « rencontres permanentes entre le Conseil Régional d’Alsace et le Landtag de Bade-Wurtemberg » (1991 – 1996). 
Le Conseil Rhénan a été officiellement créé le 16 décembre 1997 à Baden-Baden. Sa séance constitutive a eu lieu en avril 1998 au Parlement Européen à Strasbourg sous la présidence du Président du Conseil Régional d'Alsace de l’époque, Adrien Zeller.

## Composition
71 élus allemands, français et suisses représentent les intérêts de la population du Rhin Supérieure dans quatre délégations. Les élus sont des membres des parlements des Länder, du Conseil Régional, des Stadtkreisen ainsi que des Landräte et des maires. 
Les 4 délégations sont :
Alsace (26 membres)
Bade-Wurtemberg (26 membres)
Rhénanie-Palatinat (8 membres)
Suisse du Nord-Ouest (11 membres).

## Fonctionnement
Les missions du Conseil Rhénan sont l'information réciproque et la concertation politique sur les questions importantes concernant son territoire. Il exerce également un rôle d'impulsion pour les nouvelles initiatives transfrontalières. Il dirige ses prises de position - formulées en général sous forme de résolution - à l'attention des exécutifs.
Le partenaire le plus important du Conseil Rhénan est la Conférence du Rhin Supérieur. En outre, les quatre Eurodistricts de la région du Rhin supérieur sont associés à ses travaux depuis 2007.
En octobre 2019, le Conseil se dote d'un secrétariat basé dans la ville de Kehl en banlieue de Strasbourg.